# Atlas Contact
Atlas Contact is een literaire uitgeverij gericht op Nederland en Vlaanderen. Uitgaven beslaan Nederlandstalige en vertaalde literaire fictie en non-fictie en daarnaast boeken op het gebied van management, economie en loopbaan onder de naam Uitgeverij Business Contact. De uitgeverij in de huidige vorm is ontstaan in 2012 uit fusies van de uitgeverijen L.J. Veen, Contact, Atlas, Augustus en Mouria. 

## Geschiedenis
De uitgeverij vindt haar oorsprong in uitgeverij L.J. Veen, die in 1887 werd opgericht en naam maakte met de publicatie van het werk van Louis Couperus en Stijn Streuvels. L.J. Veen maakte gebruik van destijds moderne verkooptechnieken zoals reclame-acties en promotie-uitgaven, en vroeg bekende kunstenaars voor de vormgeving, onder wie H.P. Berlage, Johan Braakensiek, Chris Lebeau, Richard Roland Holst en Jan Toorop. De naam wordt nog gebruikt in de fondslijn 'L.J. Veen Klassiek', waarin Uitgeverij Atlas Contact klassieke werken van schrijvers als John Steinbeck, Lev Tolstoj, Joseph Roth, F. Scott Fitzgerald, Stefan Zweig, Louis Couperus, Stendhal, Gustave Flaubert en Charles Dickens heeft ondergebracht.
Uitgeverij Contact, een van de andere uitgeverijen die onderdeel zijn van Atlas Contact, werd opgericht in 1933, in een poging te wijzen op de gevaren van het nazisme. Uitgeverij Contact is de ontdekker van Het Achterhuis, het dagboek van Anne Frank, dat in 1947 voor het eerst verscheen.
Een derde uitgeverij die aan de basis ligt van Atlas Contact is Uitgeverij Atlas, in 1991 opgericht door Emile Brugman en Ellen Schalker. Tot slot is uitgeverij Augustus, opgericht in 2001 door Tilly Hermans, onderdeel gaan uitmaken van Atlas Contact.

## Atlas Contact
Atlas Contact publiceert zowel Nederlandse en vertaalde fictie als non-fictie, waaronder geschiedenis, filosofie, psychologie en natuur. Schrijvers die publiceren bij de uitgeverij zijn onder meer Jeroen Brouwers, Dimitri Verhulst, Vonne van der Meer, Salman Rushdie, Adriaan van Dis, Mensje van Keulen, Jan Brokken, Alain de Botton, George Akerlof, Geert Mak, Oek de Jong, Cees Andriesse, Haruki Murakami, Julian Barnes, Philip Snijder, Merlijn Twaalfhoven, Keyvan Shahbazi en Marieke Lucas Rijneveld.

## Business Contact
Business Contact, onderdeel van uitgeverij Atlas Contact, publiceert boeken op het gebied van management, economie, psychologie, werk en loopbaan, voor een algemeen publiek. Schrijvers die publiceren bij de uitgever zijn onder meer Martijn Aslander, Patrick Beijersbergen, Ken Blanchard, Clayton Christensen, Stephen Covey, Ray Dalio, Malcolm Gladwell, Sebastiaan Hooft, Ben Horowitz, Jaron Lanier, Simon Sinek, Willemijn Verloop en Danah Zohar.